# Connie Bismuto
Connie Bismuto, all'anagrafe Concetta Bismuto (Napoli, 18 gennaio 1975), è un'attrice, doppiatrice, direttrice del doppiaggio e dialoghista italiana.

## Biografia
Diplomatasi presso l’Università Popolare dello Spettacolo di Napoli diretta da Massimo Ranieri ed Ernesto Calindri, ha doppiato attrici come Penélope Cruz nei film Amici di... letti, Il tulipano d'oro e Bandidas, Brittany Murphy in Le ragazze dei quartieri alti, Cani dell'altro mondo e Oggi sposi... niente sesso oltre a Natalie Portman in V per Vendetta e Brothers, Mandy Moore, Azura Skye, Audrey Tautou e Anne Hathaway in Il diavolo veste Prada e Mischa Barton in Decameron Pie.
Nel maggio 2007, ha vinto il Leggio d'oro voce femminile dell'anno. Ha diretto i doppiaggi, tra gli altri, dei film In the Name of the King, Bronson, Sex Movie in 4D, Cenerentola e gli 007 nani e My Son, My Son, What Have Ye Done, nonché I Simpson. Attrice prevalentemente teatrale, ha recitato, tra l'altro, in opere quali La morte della bellezza, Paolo Borsellino essendo stato, I sogni di Anna Frank.

## Filmografia

### Televisione
- Un posto al sole – soap opera (1998)
- Via Zanardi, 33 – sitcom (2001)
- Commesse – serie TV (2001)
- Donne sbagliate, regia di Monica Vullo – miniserie TV (2006)
- La squadra – serie TV (2006)

## Teatro
- La tempesta, di William Shakespeare, regia di A. Campanelli (1997)
- La confessione, testo e regia di Walter Manfrè (1997)
- Il viaggio, testo e regia di Walter Manfrè (1998)
- Vita di Galileo, di Bertolt Brecht, regia di Michele Del Grosso (1998)
- L'ultimo scugnizzo, di Raffaele Viviani, regia di Gigi Savoia (1999)
- Crimini sentimentali, testo e regia di Mario Gelardi (1999)
- Le fenicie, da Euripide, regia di Gabriele Vacis (2000)
- I sogni di Anna Frank, di Bernard Kops, regia di Giancarlo Casentino (2001)
- Noir, testo e regia di Tonino Accolla (2005)
- Paolo Borsellino. Essendo stato, testo e regia di Ruggero Cappuccio (2005-06)
- La morte della bellezza, di Giuseppe Patroni Griffi, regia di Nadia Baldi (2006-08)

## Doppiaggio

### Cinema e serie TV
- Penélope Cruz in Amici di... letti, Il tulipano d'oro, Bandidas
- Brittany Murphy in Le ragazze dei quartieri alti, Cani dell'altro mondo, Oggi sposi... niente sesso
- Anne Hathaway in Il diavolo veste Prada, Bride Wars - La mia migliore nemica
- Natalie Portman in V per Vendetta, Brothers
- Shannyn Sossamon in Kiss Kiss Bang Bang, Chasing Ghosts
- Jessica Alba in Mai stata baciata, Paranoid
- Carmen Electra in Scary Movie 4, 14 anni vergine
- Christina Ricci in Monster
- Kristen Bell in Fanboys
- Mischa Barton in Decameron Pie
- Keri Russell in La musica nel cuore - August Rush
- Scarlett Johansson in The Island
- Mandy Moore in Licenza di matrimonio
- Kate Bosworth in Wonderland - Massacro a Hollywood, Somnia
- Patricia Arquette in Little Nicky - Un diavolo a Manhattan
- Alison Lohman in False verità
- Sarah Drew in Mi chiamano Radio
- Cameron Richardson in Alvin Superstar
- Rose McGowan in Monkeybone
- Paris Hilton in La maschera di cera
- Vera Farmiga in 15 minuti - Follia omicida a New York
- Rachael Leigh Cook in Ore 11:14 - Destino fatale
- Azura Skye in Chiamata senza risposta
- Naomi Gaskin in Il padre di mio figlio
- Wen Yann Shih in Fratelli per la pelle
- Jayma Mays in Epic Movie
- Margaret Devine in Mickey occhi blu
- Tara Subkoff in The Cell - La cellula
- Blake Lively in Ammesso
- Caroline Chikezie in Complicità e sospetti
- Amy Sloan in The Day After Tomorrow - L'alba del giorno dopo
- Lynn Collins in Il mercante di Venezia
- Amelia Warner in Il risveglio delle tenebre
- Faye Wong in 2046
- Willa Ford in Venerdì 13
- Karine Vanasse in Gioco di donna
- Maritza Murray in Hot Chick - Una bionda esplosiva
- Julie Gonzalo in Palle al balzo - Dodgeball
- Marie Matiko in Hot Movie
- Vahine Giocante in Blueberry
- Jordan Ladd in Hostel: Part II
- Daniella Evangelista in Ripper - Lettera dall'inferno
- Magda Mielcarz in Sotto falso nome
- Sonali Kulkarni in Fuoco su di me
- Laura Harris in Severance - Tagli al personale
- Cristina Brondo in Hipnos
- Julie Judd in Il club delle promesse
- Audrey Tautou in Ti va di pagare?
- Mélanie Laurent in L'amore nascosto
- Aitana Sánchez-Gijón in L'uomo senza sonno
- Mandy Moore in Licenza di matrimonio
- Kate Bosworth in Wonderland - Massacro a Hollywood
- Patricia Arquette in Little Nicky - Un diavolo a Manhattan
- Ana Claudia Talancòn in Fast Food Nation
- Ariadna Gil in Il labirinto del fauno
- Miranda July in Me and You and Everyone We Know
- Ilya Lagutenko in I guardiani della notte
- Sandra Hüller in Requiem
- Natasha Thompson in C.R.A.Z.Y.
- Jie Dong in La locanda della felicità
- Vicki Zhao in Chinese Odyssey
- Abbie Cornish in Paradiso + Inferno
- Kerry Washington in Manuale d'infedeltà per uomini sposati
- Diana Ruppe in La follia di Henry
- Katie Holmes in Schegge di April
- Hilary Duff in Human Nature
- Ryōko Hirosue in Wasabi
- Vanessa Hessler in La figlia del capitano, Cinderella
- Liv Taylor in The Ledge
- Anne Malraux in La maledizione dei Templari
- Joanna García in La figlia della sposa
- Zoli Winter in Cime tempestose
- Jordan Madley in Beautiful People
- Danay García in Prison Break
- Brit Morgan in The Middleman
- Gabrielle Dennis in Blue Mountain State
- Jennifer Hall in Unscripted
- Kat Stewart in Underbelly
- Peta Sergeant in Satisfaction
- Katharina Kaali in Kebab for breakfast
- Mélodie Marcq in Spiral
- Cyrielle Voguet in Summer Dreams
- Yekaterina Guseva in Brigada
- Greta Gerwig in Amici, amanti e...

### Film d'animazione
- Rebecca in The Reef - Amici per le pinne
- Belka in Space Dogs
- Rayna in Barbie Mariposa e le sue amiche fate farfalle

### Serie animate
- Felicia Hardy/Gatta Nera in The Spectacular Spider-Man
- Maria Schneider in Eureka Seven
- Janet van Dyne/Wasp (2^ voce) in Avengers - I più potenti eroi della Terra